# Puerto Carretas
Puerto Carretas är en ort i Mexiko.   Den ligger i kommunen Aramberri och delstaten Nuevo León, i den centrala delen av landet, 500 km norr om huvudstaden Mexico City. Puerto Carretas ligger 1 839 meter över havet och antalet invånare är 109.
Terrängen runt Puerto Carretas är huvudsakligen kuperad, men åt sydost är den bergig. Runt Puerto Carretas är det mycket glesbefolkat, med 4 invånare per kvadratkilometer. Närmaste större samhälle är La Aldea, 16,0 km öster om Puerto Carretas. I omgivningarna runt Puerto Carretas växer huvudsakligen savannskog.